# Conducción somnolienta
La conducción somnolienta (comúnmente conocida como conducir cansado, conducir con sueño o conducir fatigado) es conducir un vehículo motorizado con problemas cognitivos debido a la falta de sueño. La falta de sueño es una de las principales causas de accidentes automovilísticos y puede dañar el cerebro humano tanto como la ebriedad. Según una encuesta realizada en 1998, el 23% de los adultos se han quedado dormidos mientras conducían. Según el Departamento de Transporte de los Estados Unidos, el doble de conductores hombres que mujeres admiten haberse quedado dormidos mientras conducen.
En Estados Unidos, 250.000 conductores se quedan dormidos al volante cada día, según la División de Medicina del Sueño de la Facultad de Medicina de Harvard y en una encuesta nacional de la National Sleep Foundation, el 54% de los conductores adultos dijeron que habían conducido con sueño durante el año pasado y el 28% dijeron que, de hecho, se habían quedado dormidos mientras conducían. Según la Administración Nacional de Seguridad del Tráfico en las Carreteras, conducir con sueño es un factor en más de 100.000 accidentes, que resultan en 6.550 muertes y 80.000 heridos anualmente en los EE. UU.
Cuando una persona no duerme lo suficiente, su capacidad para funcionar se ve afectada. Como se enumera a continuación, su coordinación se ve afectada, tienen un tiempo de reacción más largo, su juicio se ve afectado y su memoria se ve afectada.

## Efectos de la falta de sueño en el rendimiento al volante
Se ha demostrado que la falta de sueño afecta la capacidad de conducir principalmente en cuatro áreas:
1. Perjudica la coordinación.
2. Provoca tiempos de reacción más largos.
3. Perjudica el juicio.
4. Perjudica la memoria y la capacidad de retener información.

Dormir lo suficiente antes de conducir mejora la memoria. Los investigadores registraron la actividad en el hipocampo durante el aprendizaje y en las mismas ubicaciones durante el sueño. Los resultados fueron que los patrones que ocurrieron durante el sueño se parecían a los que ocurrieron durante el aprendizaje, excepto que fueron más rápidos durante el sueño. Además, la cantidad de actividad hipocampal durante el sueño se correlacionó altamente con una mejora posterior en el rendimiento. Señales que indican al conductor que es necesario detenerse y descansar:
1. Dificultad para enfocar, parpadeo frecuente o párpados pesados.
2. Soñar despierto; pensamientos errantes/desconectados
3. Dificultad para recordar los últimos kilómetros recorridos o no reconocer las salidas y las señales de tráfico
4. Bostezar repetidamente/frotarse los ojos
5. Dificultad para mantener la cabeza en alto
6. Derrapar de un carril a otro, conducir demasiado cerca de otro vehículo o chocar contra un arcén o una franja sonora
7. Sentirse inquieto e irritable[7]

## Efectos de la falta de sueño en comparación con los efectos del alcohol al conducir
Numerosos estudios han demostrado que la falta de sueño puede afectar a la conducción tanto como (y a veces más que) el alcohol. Investigadores británicos han descubierto que conducir después de 17 a 18 horas de estar despierto es tan perjudicial como conducir con un nivel de alcohol en sangre del 0,05%, el límite legal en muchos países europeos. El programa de televisión Cazadores de mitos dedicó un episodio especial , "Tipsy vs. Tired", a explorar estos hallazgos y confirmó que la falta de sueño puede ser más peligrosa que conducir con un nivel de alcohol en sangre superior al límite legal.

## Accidentes

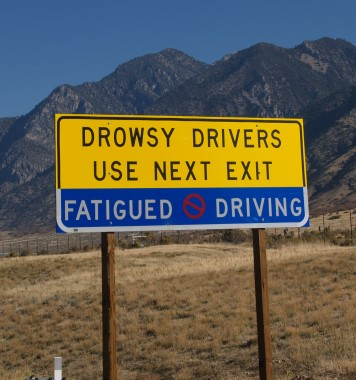
Señal de advertencia única en la carretera interestatal 15 en Utah

Un metaanálisis de 2017 determinó que conducir con sueño se asociaba con aproximadamente dos veces y media más probabilidades de sufrir una colisión automovilística, con una heterogeneidad significativa entre las estimaciones de riesgo en estudios individuales. La Administración Nacional de Seguridad del Tráfico en las Carreteras (NHTSA) ha estimado que entre los años 2011 y 2015, la somnolencia del conductor estuvo involucrada en aproximadamente el 1,4% de todos los accidentes automovilísticos reportados a la policía en los Estados Unidos, incluyendo el 2% de los accidentes que resultaron en lesiones y el 2,4% de los accidentes que resultaron en muerte. Sin embargo, esta estimación se basa en informes policiales elaborados a partir de investigaciones realizadas después del accidente, y los expertos consideran que subestima en gran medida la verdadera contribución de la falta de sueño al conducir a las colisiones. Entre octubre de 2010 y diciembre de 2013, investigadores de la Fundación AAA llevaron a cabo un estudio en el que monitorearon continuamente a 3513 conductores de seis lugares de los Estados Unidos, utilizando cámaras en los vehículos y otros equipos para evaluar objetivamente la somnolencia del conductor utilizando la medida PERCLOS, que es el porcentaje de tiempo que los ojos del conductor están cerrados durante un período de tiempo definido. De los 701 accidentes que estudiaron los investigadores, la somnolencia fue un factor en el 8,8-9,5%, incluyendo entre el 10,6 y el 10,8% de los accidentes que provocaron daños materiales importantes, despliegue del airbag o lesiones. Sin embargo, no se produjo ningún accidente mortal durante el estudio, por lo que los investigadores no pudieron estimar de manera confiable la contribución de la conducción con sueño a las muertes.
Una hoja informativa de 2002 de la Coalición de Salud y Seguridad Rural de Nebraska, publicada alguna vez en el sitio web de los Centros para el Control de Enfermedades, afirmaba que las colisiones relacionadas con la falta de sueño tienen más probabilidades de ocurrir temprano o a media tarde y en las primeras horas de la mañana. Sin embargo, varios grupos, incluidos los estudios naturalistas de la Fundación AAA, han descubierto que los accidentes que ocurrieron en la oscuridad tenían tres veces más probabilidades de involucrar somnolencia del conductor que aquellos que ocurrieron durante el día.
La razón por la que las colisiones que implican conducir con sueño tienen mayor o menor probabilidad de ocurrir en diferentes momentos del día tiene que ver con los ritmos circadianos (el reloj biológico). El reloj biológico maestro del hipotálamo es el núcleo supraquiasmático o NSQ. Proporciona el control principal de los ritmos circadianos del sueño, la temperatura corporal y otras funciones. La razón por la que conducir de noche es tan arriesgado es porque el sueño se convierte en una necesidad irresistible, especialmente desde la medianoche hasta las 6 a. m. También hay un período de sueño "programado" para la tarde, lo que lo convierte en un momento riesgoso.

## En el transporte comercial y en el ámbito militar.
Conducir con falta de sueño es un problema importante en el transporte comercial y en el ejército. El 20% de los pilotos comerciales y el 18% de los operadores de trenes han admitido haber cometido un error grave debido a la fatiga. Los conductores de camiones comerciales son especialmente susceptibles a conducir con sueño. Un estudio reciente de 80 conductores de camiones de larga distancia en Estados Unidos y Canadá descubrió que los conductores dormían en promedio menos de 5 horas por día. La Junta Nacional de Seguridad del Transporte informó que conducir con sueño fue probablemente la causa de más de la mitad de los accidentes que provocaron la muerte de un conductor de camión. Por cada conductor de camión que muere, mueren entre tres y cuatro personas más. En otoño de 2013 se aprobó una nueva ley en los EE. UU. que exige que la Administración Federal de Seguridad de Autotransportistas proponga directrices relacionadas con la detección de la apnea del sueño entre los conductores comerciales. El ejército de los EE. UU. estima que aproximadamente el 9% de los accidentes que resultaron en muerte o lesiones graves durante la Operación Tormenta del Desierto y la Operación Escudo del Desierto fueron causados por conducir con falta de sueño.
La privación del sueño se identificó como una de las causas fundamentales del accidente ferroviario de Selby, que resultó en la muerte de 10 individuos y dejó a 82 heridos.

## Informe médico
Seis estados de Estados Unidos requieren que los médicos reporten a los pacientes que manejan bajo la influencia del alcohol, abarcando también a aquellos que podrían estar experimentando privación crónica del sueño. Veinticinco estados adicionales de Estados Unidos autorizan a los médicos a infringir la confidencialidad de la relación médico-paciente con el fin de reportar a conductores que padecen de privación del sueño o trastornos del sueño que podrían comprometer su habilidad para manejar, siempre que tomen esa decisión. La Asociación Médica Estadounidense respaldó la presentación de informes médicos en 1999. Aun así, dejó en manos de los estados la decisión sobre si dicha notificación debería ser obligatoria o permisiva. Jacob Appel, de la Universidad de Nueva York, autoridad en materia de confidencialidad profesional, ha escrito que los informes médicos son un arma de doble filo, porque pueden disuadir a algunos pacientes de buscar atención médica. Según Appel, "la denuncia puede hacer que algunos conductores peligrosos dejen de circular, pero si al hacerlo crea otros conductores peligrosos, al asustarlos y disuadirlos de recibir tratamiento, entonces la sociedad habrá sacrificado la confidencialidad sin obtener ningún beneficio tangible en vidas salvadas".

## Respuesta del gobierno
Los gobiernos han intentado reducir la conducción con falta de sueño mediante mensajes educativos y colocando en las carreteras abolladuras, conocidas como bandas rugosas en Estados Unidos, que provocan ruido cuando los conductores se salen de su carril. En 2018, el Gobierno de Australia Occidental introdujo el programa “Driver Reviver”, en el que los conductores pueden recibir café gratis para ayudarlos a mantenerse despiertos.